# Flavia Coelho
Pour les articles homonymes, voir Coelho.

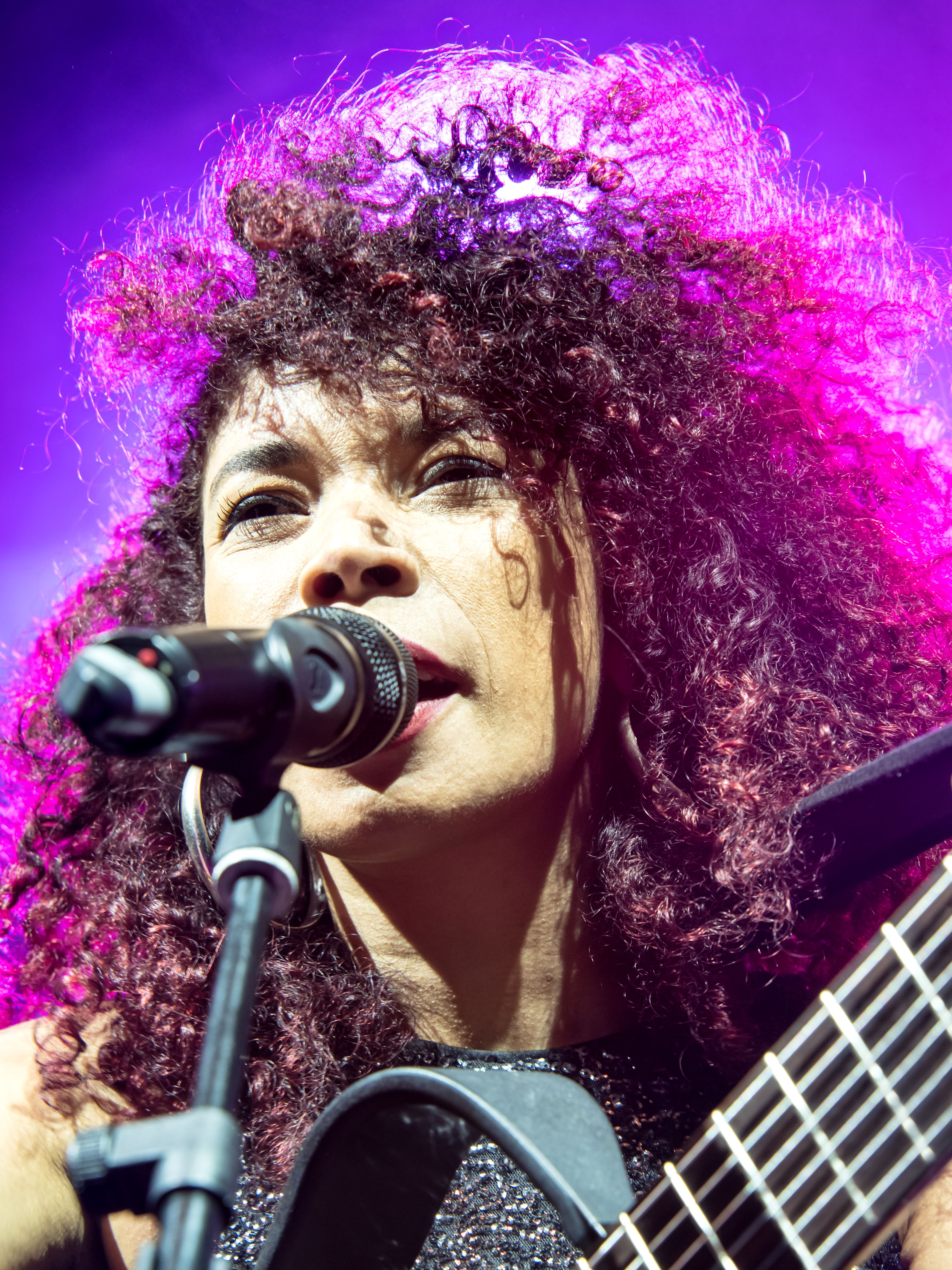
Zelt-Musik-Festival en 2016 à Fribourg-en-Brisgau, Allemagne

Flavia Coelho est une chanteuse brésilienne, née le 26 juillet 1980 à Rio de Janeiro.
Installée en France depuis 2006, elle remporte le tremplin musical Génération Réservoir et est signée par le label indépendant Discograph. Son premier album, Bossa Muffin, sort en 2011.

## Biographie
Flavia Coelho, dont les parents sont originaires de la région du Nordeste, naît à Rio de Janeiro. Durant deux ans, la famille réside sur l'île de São Luís, dans l'État de Maranhão. Sa mère est maquilleuse-coiffeuse dans les cabarets.
Engagée par un groupe de variétés, Flavia Coelho monte sur scène dès l'âge de 14 ans. En 2002, elle se produit en Europe au sein d'une troupe de carnaval. Elle revient s'installer à Paris en 2006. Elle chante dans le métro et dans un bar de Saint-Ouen, où elle fait la connaissance du musicien camerounais Pierre Bika Bika,. Ils commencent à composer et enregistrent un album grâce au producteur Victor Vagh. Le disque n'intéresse pas les maisons de disques, mais la chanteuse continue de se produire sur scène.
En 2010, Flavia Coelho interprète avec Lucilla Galeazzi la chanson Amore Di Carta du pré-générique de fin du long-métrage De vrais mensonges réalisé par Pierre Salvadori. Cette chanson de pré-générique est coécrite par Philippe Eidel et Lucilla Galeazzi.
En 2011, Flavia Coelho remporte la cinquième édition du tremplin musical Génération Réservoir, qui a révélé Zaz deux ans auparavant. Le label indépendant Discograph lui offre un contrat et édite son album, intitulé Bossa Muffin. Elle se produit notamment au Divan du Monde à Paris. En 2012, l'album Bossa Muffin est réédité avec quatre chansons inédites. Flavia Coelho, accompagnée de son groupe de scène, chante dans plusieurs festivals. Elle est à l'affiche du festival Porto Latino de Saint-Florent en première partie du groupe ivoirien Magic System. Elle se produit également au festival de Buguélès, lors du Festival aux champs, des Nuits européennes, du Festival du Bout du Monde, ou encore de Guitare en scène. Elle chante également en Belgique, dans le cadre du festival Esperanzah!, et au Royaume-Uni, lors du London Jazz Festival (en). En novembre, Flavia Coelho se produit à La Cigale.
Son 2e album, Mundo Meu, sort durant l'été 2014. Il est réalisé par Victor Vagh et mixé par Tom Fire. Le batteur Tony Allen et le chanteur Patrice Bart-Williams participent à l'enregistrement. La chanteuse repart en tournée et se produit notamment au Reggae Sun Ska Festival,.
En 2016 sort son troisième album intitulé Sonho real, qui contient notamment le titre Paraiso. 
Elle sort en 2019 l'album DNA, dont les chansons abordent les thèmes de la corruption, de l’homophobie ou du racisme, qui fait écho à la situation politique du Brésil.
En 2024 elle se produit le 12 mars à l'Olympia à Paris, et le 11 mai au festival Jazz sous les pommiers à Coutances (Manche). Le 31 mai sort son cinquième album, Ginga, style « Bossa Muffin », toujours, sur « les thèmes de la reconstruction, du courage, et de la résilience ».
En août, elle se produit au festival reggae NoLogo à Fraisans.
Le 26 juillet 2025 elle se produit au festival Tempo Latino de Vic fezensac dans le Gers. 

## Style musical

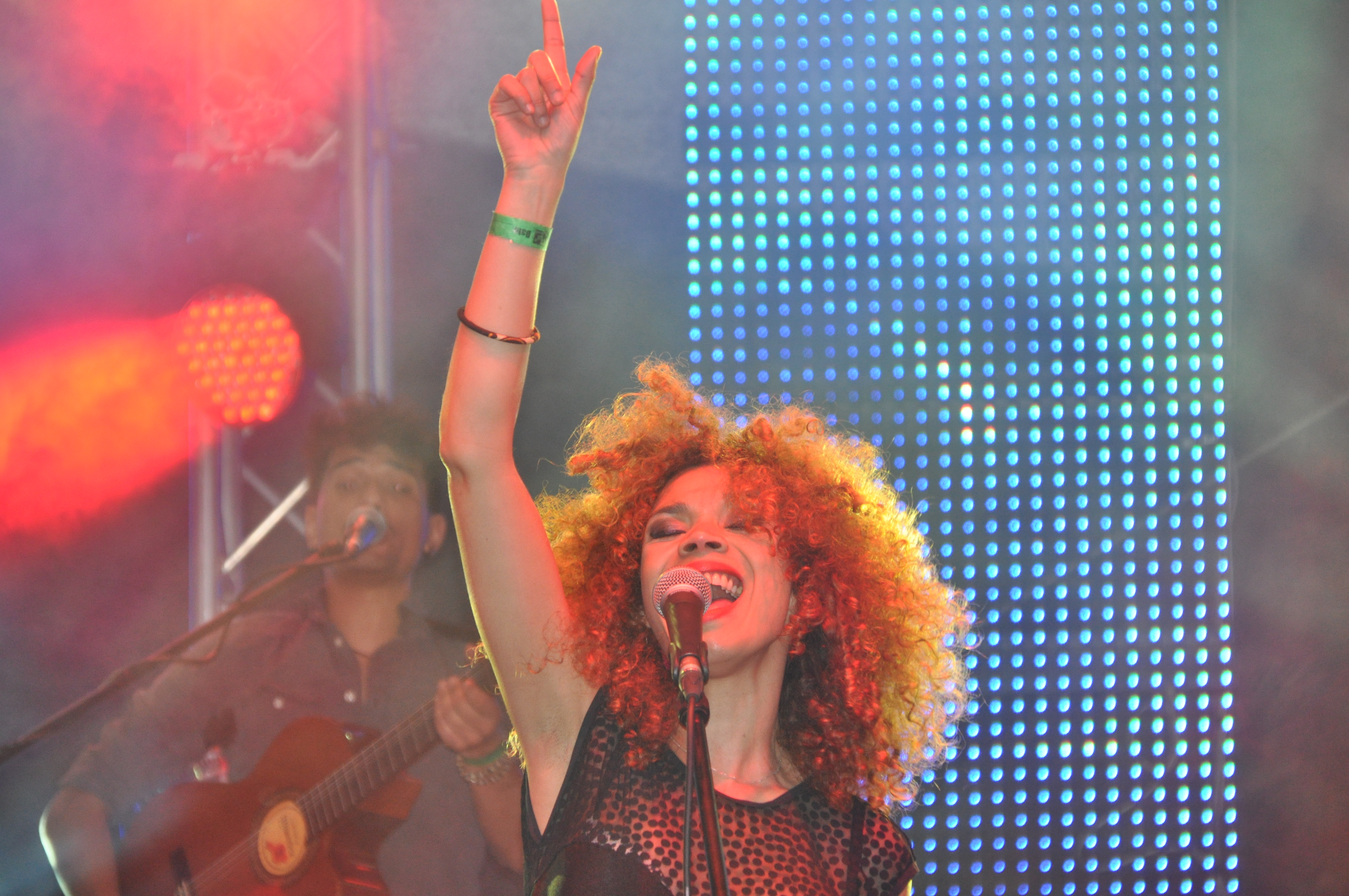
Flavia Coelho au festival de musique "Horizonte" 2013 à la Forteresse d'Ehrenbreitstein, Coblence.

Flavia Coelho découvre le reggae durant son enfance,. Elle est également influencée par les musiques brésiliennes, comme le baile funk, et des musiques traditionnelles du Nordeste, dont le forró et le frevo. Son album Bossa Muffin les combine avec le reggae et le raggamuffin,,.

## Discographie

### Singles
- Je veux me marier (bande originale du film Coursier)
- Sunshine
- Bossa Muffin
- O Que Sou
- De Paris à Rio

### Participations
- 2012 : L'étranger sur Les Temps Modernes d'HK & les Saltimbanks.
- 2016 : Essa Moça Tá Diferente sur l'album Bossa Nova de Pauline Croze.
- 2017 : Mon p'tit loup et Au café du canal sur l'album-hommage Au café du canal - La Tribu de Pierre Perret.
- 2018 : Balade brésilienne sur l'EP Des fleurs de Gaël Faye[16].
- 2022 : El Mundo sur l'album Capacity to love d'Ibrahim Maalouf[réf. nécessaire].
- 2022 : Metina sur l'album Bumayé de Lass[réf. nécessaire]

.